# Renzo Tambani
Renzo Tambani (Crema, 26 luglio 1931 – Siena, 28 gennaio 2002) è stato un calciatore italiano, di ruolo attaccante.

## Caratteristiche tecniche
Ala sinistra di piede mancino, abile nella corsa e nel dribbling, è stato un buon finalizzatore oltre che rifinitore per i compagni di squadra.

## Carriera
Gli esordi di Renzo nel mondo del pallone risalgono alla stagione 1949/50 quando, aggregato alla prima squadra della storica Pergolettese, riuscì ad esordire in Seconda Divisione Lombarda appena diciottenne. Le buone prestazioni, nonostante la giovane età, attrassero l'interesse del Crema in Serie C, partecipando al nono posto finale con 2 presenze. Necessitando di più spazio per mettere in mostra le sue qualità, durante l'estate del 1951 decise di approdare all'Arsenal Spezia in Promozione Nord (l'allora Serie D), mettendo a segno 7 reti senza riuscire ad ottenere la salvezza, resa ancora più complicata dalla riforma dei campionati che avrebbe avuto luogo a partire dalla stagione successiva. La comunque positiva annata in Liguria valse la chiamata del neopromosso Teramo, alla ricerca di importanti conferme per tentare la scalata alla IV Serie. Le 11 marcature di Tambani lanciarono i biancorossi verso la seconda promozione consecutiva, sfuggita solamente all'ultimo atto di un combattutissimo torneo per mano del Sulmona, appaiato in classifica ma vittorioso nell'ultimo, decisivo, scontro diretto deciso da una rete di Bruni. Non tutto il male viene per nuocere: le più che positive stagioni in riva all'Adriatico valsero l'importante salto dalla Promozione alla Serie B, rispondendo presente ad un telegramma in arrivo da Monza. In Brianza l'enorme salto di categoria non si fece sentire, ai 15 gettoni si unirono 3 importanti reti ai danni di Piombino, Como e Pro Patria, permettendo a Tambani di concludere la stagione come terzo miglior realizzatore della squadra dietro solo a Mario Astorri e Giancarlo Forlani. L'estate del 1954 aprì il capitolo più importante della sua carriera, approdando in quella Toscana della quale si innamorò e che non abbandonò più. Il 1954/55 lo vede protagonista del quarto posto finale dell'Empoli in Serie C, infilando la palla in porta in 7 occasioni. Nel 1955, data la crisi finanziaria in cui versava la società fiorentina, Tambani fu ceduto all'ambizioso Siena, partecipante al campionato di IV Serie e pienamente intenzionato a dimenticare lo scotto dello spareggio promozione perso poche settimane prima contro l'Ozo Mantova. La prima stagione nella città del Palio è la sua migliore in termini di realizzazioni e soddisfazioni personali, fornendo alla trionfale cavalcata bianconera ben 21 reti in 40 presenze. Epica la sua impeccabile prestazione nella gara di ritorno dello spareggio promozione contro il Chinotto Neri: dopo lo scialbo 0-0 del Rastrello, il Siena era chiamato all'impresa all'Appio di Roma. I gialloverdi, forti del fattore campo, non avevano però fatto i conti con l'indemoniato Tambani che, con una rete nel primo tempo e ben quattro nei secondi quarantacinque minuti, firmò una clamorosa cinquina che riportò il Siena in Serie C a distanza di quattro anni. L'annata di grazia della Robur si protrasse fino al successivo 8 luglio quando, al Comunale di Bologna, i bianconeri si imposero 3 a 1 sulla Reggiana alzando al cielo il primo scudetto dilettanti, e primo trofeo in assoluto, della storia senese. Le successive due annate in Toscana furono impreziosite da altre quattro reti in 22 presenze, bruscamente interrotte da un serio infortunio al ginocchio che, di fatto, compromise il prosieguo della carriera di Renzo. Rientrato per la stagione 1958/59, il Siena cedette le sue prestazioni sportive al Poggibonsi, nel campionato Interregionale, campionato nel quale Tambani prese nuovamente feeling con il campo mettendo insieme 19 presenze e 6 reti, inutili per evitare la caduta dei valdelsani in Prima Categoria. Sarà proprio quest'ultimo livello del calcio italiano a concludere la carriera di Tambani, tornato ad indossare le strisce bianconere con il Fucecchio.

## Dopo il ritiro
Appesi gli scarpini al chiodo, Tambani si stabilì a Siena svolgendo anche il ruolo di dirigente della società bianconera. A cavallo degli anni '60 e '70 fu prezioso collaboratore del presidente Vittorio Beneforti e, a partire dal decennio successivo, allenò come volontario alcune selezioni giovanili della Robur.

## Palmarès

### Giocatore

#### Competizioni nazionali
- Scudetto Dilettanti: 1

Siena: 1955-1956